# Чемпионат России по футболу среди женщин 2006
Чемпионат России по футболу среди женщин 2006 — 15-й сезон Высшего дивизиона в системе женских футбольных лиг России. Сезон начался 16 апреля 2006 года и завершился 26 октября 2006 года. Чемпионом во второй раз подряд стала команда Россиянка (Красноармейск), не потерпевшая за сезон ни одного поражения, как и в предыдущем сезоне.

## Участники
Сводная статистика участников
учтены матчи завершённых сезонов
без учёта мячей забитых в сериях послематчевых пенальти
с учётом технических результатов
легенда
 — команда была Чемпионом
 — команда была вице-чемпионом
 — команда была бронзовый призёром
| команда      | команда         | сезоны | сезоны                | Результаты выступлений | Результаты выступлений | Результаты выступлений | Результаты выступлений | Результаты выступлений | Результаты выступлений | Результаты выступлений | Результат в сезоне 2005    | Примечания                                                                        |
| наименование | город           | #      | года                  | И                      | В                      | Н                      | П                      | ЗМ                     | ПМ                     | РМ                     | Результат в сезоне 2005    | Примечания                                                                        |
| ------------ | --------------- | ------ | --------------------- | ---------------------- | ---------------------- | ---------------------- | ---------------------- | ---------------------- | ---------------------- | ---------------------- | -------------------------- | --------------------------------------------------------------------------------- |
| Чертаново    | Москва          | 14     | 1992—2005             | 276                    | 101                    | 46                     | 129                    | 355                    | 483                    | -128                   | Высший дивизион, 7-е место | СКИФ (Малаховка) (1992) СКИФ-Фемина (Малаховка) (1993) Чертаново-СКИФ (1994—1996) |
| Лада         | Тольятти        | 12     | 1994—2005             | 230                    | 128                    | 34                     | 68                     | 496                    | 301                    | +195                   | Высший дивизион, 2-е место |                                                                                   |
| Рязань-ВДВ   | Рязань          | 8      | 1997—2003, 2005       | 146                    | 93                     | 18                     | 35                     | 404                    | 145                    | +259                   | Высший дивизион, 4-е место | ВДВ (1997—1999) Рязань-ТНК (2000—2003)                                            |
| Спартак      | Москва          | 4      | 1992, 2001—2002, 2005 | 88                     | 33                     | 11                     | 44                     | 11                     | 137                    | -26                    | Высший дивизион, 5-е место | Спартак-Преображение (1992)                                                       |
| Надежда      | Ногинск         | 4      | 2002—2005             | 70                     | 27                     | 16                     | 27                     | 88                     | 79                     | +9                     | Высший дивизион, 3-е место |                                                                                   |
| Аврора       | Санкт-Петербург | 3      | 1992—1994             | 72                     | 20                     | 17                     | 35                     | 65                     | 102                    | -37                    | Первый дивизион, 3-е место | Прометей (1992)                                                                   |
| Россиянка    | Красноармейск   | 2      | 2004—2005             | 38                     | 23                     | 11                     | 4                      | 97                     | 37                     | +60                    | Высший дивизион, 1-е место |                                                                                   |
| Приалит      | Реутов          | 1      | 2005                  | 20                     | 7                      | 3                      | 10                     | 36                     | 48                     | -12                    | Высший дивизион, 6-е место |                                                                                   |
| Виктория     | Белгород        | —      | —                     | —                      | —                      | —                      | —                      | —                      | —                      | —                      | Первый дивизион, 2-е место | дебютант                                                                          |

1. ↑  не учтён сезон 2004 года: «Рязань-ВДВ» провела 2 матча и снялась с розыгрыша

Победитель Первого дивизионаи 2005 «Энергия» в связи с финансовыми трудностями отказалась переходить в Высший дивизион 2006.

## Турнирная таблица
| Поз | Команда                   | И  | В  | Н | П  | МЗ | МП | РМ  | О  | Квалификация или выбывание        |
| --- | ------------------------- | -- | -- | - | -- | -- | -- | --- | -- | --------------------------------- |
|     | Россиянка (Красноармейск) | 16 | 14 | 2 | 0  | 99 | 14 | +85 | 44 | Квалификационный раунд Кубка УЕФА |
|     | Спартак (Москва)          | 16 | 11 | 4 | 1  | 54 | 10 | +44 | 37 | расформирован                     |
|     | Надежда (Ногинск)         | 16 | 10 | 4 | 2  | 56 | 12 | +44 | 34 |                                   |
| 4   | Рязань-ВДВ (Рязань)       | 16 | 10 | 2 | 4  | 41 | 33 | +8  | 32 |                                   |
| 5   | Приалит (Реутов)          | 16 | 5  | 4 | 7  | 18 | 32 | -14 | 19 | Переход во Второй дивизион        |
| 6   | Лада (Тольятти)           | 16 | 5  | 2 | 9  | 25 | 38 | -13 | 17 | Переход во Второй дивизион        |
| 7   | Чертаново (Москва)        | 16 | 5  | 1 | 10 | 27 | 42 | -15 | 16 |                                   |
| 8   | Аврора (Санкт-Петербург)  | 16 | 2  | 1 | 13 | 14 | 61 | -47 | 7  |                                   |
| 9   | Виктория (Белгород)       | 16 | 0  | 0 | 16 | 2  | 94 | -92 | 0  | Переход в Первый дивизион         |

1. ↑  «Спартак» прекратил существование в межсезонье
2. ↑  «Приалит» в связи с финансовыми трудностями перешел во Второй дивизион 2007
3. ↑  «Лада» в связи с финансовыми трудностями перешла во Второй дивизион 2007
4. ↑  «Виктория» была заявлена в Первый дивизион 2007 вместо снявшегося по финансовым причинам «Алектана» (Москва)

## Результаты матчей
9 команд сыграли каждая с каждой в два круга (дома и в гостях).
| Команда                   | Россиянка | Спартак | Надежда | Рязань-ВДВ | Приалит | Лада | Чертаново | Аврора | Виктория |
| ------------------------- | --------- | ------- | ------- | ---------- | ------- | ---- | --------- | ------ | -------- |
| Россиянка (Красноармейск) |           | 2:2     | 4:2     | 8:2        | 9:0     | 11:0 | 8:0       | 8:1    | 16:0     |
| Спартак (Москва)          | 2:3       |         | 0:0     | 3:1        | 5:2     | 2:1  | 3:0       | 3:0    | 8:0      |
| Надежда (Ногинск)         | 1:1       | 0:0     |         | 2:3        | 3:0     | 1:1  | 3:0       | 4:0    | 13:0     |
| Рязань-ВДВ (Рязань)       | 2:5       | 0:0     | 0:7     |            | 1:0     | 5:1  | 2:1       | 5:1    | 4:0      |
| Приалит (Реутов)          | 0:3       | 0:5     | 0:1     | 2:2        |         | 0:0  | 1:1       | 3:0    | 3:0      |
| Лада (Тольятти)           | 0:4       | 0:1     | 1:3     | 1:2        | 1:2     |      | 0:4       | 4:0    | 7:0      |
| Чертаново (Москва)        | 2:6       | 0:6     | 1:5     | 1:3        | 0:1     | 1:2  |           | 4:1    | 3:0      |
| Аврора (Санкт-Петербург)  | 0:7       | 1:5     | 1:7     | 0:3        | 1:1     | 1:3  | 1:4       |        | 3:0      |
| Виктория (Белгород)       | 0:4       | 0:9     | 0:4     | 1:6        | 0:3     | 1:3  | 0:5       | 0:3    |          |

 Домашняя победа  •  Ничья •  Домашнее поражение
1. ↑  Технический результат

## Статистика чемпионата

### Лучшие бомбардиры чемпионата
| Место | Игрок             | Клуб       | Голы |
| ----- | ----------------- | ---------- | ---- |
| 1     | Ольга Летюшова    | Россиянка  | 34   |
| 2     | Олеся Курочкина   | Надежда    | 17   |
| 3     | Наталья Мокшанова | Россиянка  | 14   |
| 4     | Елена Данилова    | Спартак    | 13   |
| 5     | Дарья Апанащенко  | Рязань-ВДВ | 12   |
| 6     | Ирина Чукисова    | Спартак    | 12   |
| 7     | Наталья Барбашина | Россиянка  | 11   |
| 8     | Елена Макаренко   | Чертаново  | 11   |
| 9     | Людмила Кузнецова | Лада       | 9    |

### Все голы чемпионата
| «Россиянка» · 99 | «Спартак» · 54 | «Надежда» · 56 | «Рязань-ВДВ» · 41 | «Приалит» · 18 | «Лада» · 25 | «Чертаново» · 27 | «Аврора» · 14 | «Виктория» · 2                     |
| --- | --- | --- | --- | --- | --- | --- | --- | ---------------------------------- |
| 34-Ольга Летюшова 14-Наталья Мокшанова 11-Наталья Барбашина 8-Елена Морозова 6-Ольга Кремлева 5-Ольга Петрова 4-Анна Кожникова 4-Светлана Цидикова 3-Ольга Порядина 3-Татьяна Скотникова 2-Татьяна Верезубова 2-Ксения Цыбутович 1-Мария Дьячкова 1-Оксана Шмачкова | 13-Елена Данилова 12-Ирина Чукисова 8-Лилия Васильева 5-Елена Фомина 4-Екатерина Сочнева 2-Ольга Карасёва 2-Елена Терехова 2-Светлана Фришко 1-Анна Астапенко 1-Светлана Асташова 1-Галина Комарова 1-Анна Полякова 1-Лина Рабах | 17-Олеся Курочкина 8-Татьяна Чёрная 7-Людмила Пекур 5-Олеся Трунтаева 4-Валентина Савченкова 3-Анна Костраба 3-Елена Ходырева 2-Ольга Астафьева 2-Ольга Васильева 2-Анастасия Слонова 1-Татьяна Сергиенко 1-Оксана Титова | 12-Дарья Апанащенко 5-Елена Суслова 4-Ирина Петряева 3-Мария Брылёва 3-Людмила Лемешко 3-Елена Лисачева 2-Наталья Зинченко 2-Светлана Седакова 2-Екатерина Степаненко 2-Елена Цуркан 1-Елена Денщик 1-Юлия Исаева 1-Светлана Подхолзина | 4-Наталья Русских 3-Яна Фомина 2-Алёна Антонова 1-Екатерина Дмитренко 1-Олеся Машина 1-Елена Михайлова 1-Наталья Перцева 1-Надежда Харченко | 9-Людмила Кузнецова 5-Анна Гергележи 3-Светлана Зангиева 3-Ирина Козеева 2-Наталья Ситникова 1-Нана Гелбахиани 1-Мария Дробот 1-Анна Серёгина | 11-Елена Макаренко 6-Анастасия Смирнова 2-Евгения Прапорщикова 2-Екатерина Шемякина 1-Мария Зайцева 1-Юлия Котляревская 1-Татьяна Кузьминова 1-Екатерина Попова 1-Алла Рогова | 5-Галина Федченко 4-Татьяна Иваницкая 2-Анна Немирская 1-Татьяна Дерипаско 1-Светлана Игнатьева 1-Юлия Прилучная | 1-Наталья Меняйлова 1-Елена Седова |
| автогол | | | | | | | |                                    |
| 1-Светлана Акимова «Аврора» | 1-неизвестно «Виктория» | 1-Екатерина Степаненко «Рязань-ВДВ» | | 1-Елена Суслова «Рязань-ВДВ» | | 1-Кристина Стаховская «Аврора» | |                                    |
| технические победы | | | | | | | |                                    |
| | | | | 3-«Виктория» | | | |                                    |

### Рекорды сезона
- Самая крупная победа хозяев (+16): 16:0 в матче «Россиянка»—«Виктория», 28 мая
- Самая крупная победа гостей (+9): 0:9 в матче «Виктория»—«Спартак», 10 июня
- Наибольшее количество забитых мячей в одном матче (16): 16:0 в матче «Россиянка»—«Виктория», 28 мая
- Наибольшее количество голов, забитых одной командой в матче (16):16:0 в матче «Россиянка»—«Виктория», 28 мая
- Самый популярный счёт (3:0): 11 раз (15,49% от всех матчей)

## Символическая сборная
| Сезон | № | Вратари              | Защитники            | Защитники            | Защитники            | Защитники             | Полузащитники            | Полузащитники          | Полузащитники         | Полузащитники          | Нападающие           | Нападающие              |
| ----- | - | -------------------- | -------------------- | -------------------- | -------------------- | --------------------- | ------------------------ | ---------------------- | --------------------- | ---------------------- | -------------------- | ----------------------- |
| 2006  | 1 | Шульга (Спартак)     | Сергаева (Россиянка) | Шмачкова (Россиянка) | Буракова (Надежда)   | Цыбутович (Россиянка) | Е.И.Морозова (Россиянка) | Мокшанова (Россиянка)  | Фомина (Спартак)      | Чёрная (Надежда)       | Курочкина (Надежда)  | Летюшова (Россиянка)    |
| 2006  | 2 | Пигалёва (Россиянка) | Котик (Спартак)      | Трунтаева (Надежда)  | Егорова (Россиянка)  | Брылёва (Рязань-ВДВ)  | Комарова (Спартак)       | Верезубова (Россиянка) | Барбашина (Россиянка) | Скотникова (Россиянка) | Данилова (Спартак)   | Апанащенко (Рязань-ВДВ) |
| 2006  | 3 | Тодуа (Рязань-ВДВ)   | Филисова (Аврора)    | Гомозова (Спартак)   | Семенченко (Спартак) | Жихарева (Лада)       | Воскресенская (Надежда)  | Терехова (Спартак)     | Цуркан (Рязань-ВДВ)   | Савченкова (Надежда)   | Кремлева (Россиянка) | Макаренко (Чертаново)   |